# مصطفى بوعناني
مصطفى بوعناني (مواليد سنة 1968، فاس) باحث ولساني وأكاديمي مغربي، يشغل منصب أستاذ التعليم العالي بكلية الآداب والعلوم الإنسانية بجامعة سيدي محمد بن عبد الله بفاس. له عدد من المؤلفات والأبحاث في اللسانيات العربية واللسانيات المعرفية وتعليمية اللغات.

## مسيرته[2]

### مولده وتعليمه
ولد مصطفى بوعناني سنة 1968 بفاس، وبها تابع مساره التعليمي الابتدائي والإعدادي والثانوي، واستكمل تعليمه العالي بالمدينة ذاتها.

#### الشواهد المحصل عليها
- 2000: شهادة الدكتوراه في اللسانيات العربية من كلية الآداب والعلوم الإنسانية - ظهر المهراز بجامعة سيدي محمد بن عبد الله بفاس، في موضوع "التمثيل الهندسي للملامح الصوتية ومبادئ المعالجة الفونولوجية التوليدية المتعددة الأبعاد لبعض ظواهر المماثلة والتناغم في اللغة العربية"، بإشراف مبارك حنون ومحمد الشاد.
- 1997: شهادة الدراسات العليا في اللسانيات العربية من كلية الآداب والعلوم الإنسانية - ظهر المهراز بجامعة سيدي محمد بن عبد الله بفاس، في موضوع "أنساق الملامح الصوتية: مبادئ التصنيف الفونيتيقي ونماذج التنظير الفونولوجي"، تحت إشراف محمد الشاد.
- 1993: شهادة الدراسات المعمقة في اللغة العربية وآدابها من كلية الآداب والعلوم الإنسانية - ظهر المهراز بجامعة سيدي محمد بن عبد الله بفاس، في موضوع "فرضيات وأسس المعالجة الفونولوجية لظواهر صوتية حامية-سامية"، تحت إشراف مبارك حنون.
- 1992: شهادة الإجازة في الآداب (تخصص لسانيات) من كلية الآداب والعلوم الإنسانية - ظهر المهراز بجامعة سيدي محمد بن عبد الله بفاس، في موضوع "مورفولوجية أقسام المونيمات المتصرفة في العربية والعبرية"، تحت إشراف عبد العزيز حليلي.

### مناصبه
- أستاذ التعليم العالي في كلية الآداب والعلوم بجامعة قطر، قسم اللغة العربية (من 2017 إلى 2021).
- أستاذ التعليم العالي في كلية الآداب والعلوم الإنسانية ظهر المهراز، بجامعة سيدي محمد بن عبد الله بفاس (منذ سنة 2002).
- أستاذ مساعد في كلية الآداب والعلوم الإنسانية، بجامعة ابن زهر بأكادير (من 2000 إلى 2002).

### العضوية في المؤسسات المهنية والجمعيات والمجلات
- عضو الاتحاد الدولي للغة العربية، وعضو الجمعية العمومية لمجلس الاتحاد، بيروت، لبنان (منذ مايو 2020).
- عضو هيئة تحرير مجلة أنساق (مجلة علمية محكمة تصدر عن كلية الآداب والعلوم بجامعة قطر، تنشرها دار نشر جامعة قطر (منذ أكتوبر 2020).
- عضو الجمعية الفرنكفونية للمعرفة (Association francophone pour le savoir) بكندا (منذ مارس 2019).
- رئيس لجنة الخبرة التربوية بمكتب الخبرة الدولي (ALCO) الرباط، المغرب (منذ 2016).
- مؤسس ومدير المعهد الدولي للأبحاث والدراسات في العلوم المعرفية (IRESCO)، فاس، المغرب (منذ 2015).
- عضو الاتحاد العالمي للمؤسسات العلمية بلبنان (منذ 2014).
- المدير العلمي لمجلة "أبحاث معرفية" (Recherches Cognitives)، مجلة دولية محكمة متخصصة في العلوم المعرفية، تصدر عن مختبر العلوم المعرفية (من 2007 إلى يوليو 2017).
- مؤسس ومدير "مختبر العلوم المعرفية (LASCO)، بكلية الآداب والعلوم الإنسانية، ظهر المهراز، فاس (من 2007 إلى يوليو 2017).

## مؤلفاته[2]
له ما يزيد على ثمانين (80) بحثا ودراسة ومقدمات كتب ومجلات باللغتين العربية والفرنسية، في مجلات دولية متخصصة محكمة وطنية ودولية، وعشرين (20) كتابا بشكل منفرد أو بشكل مشترك.

### التأليف
- 2021: تعليم اللغة العربية وتعلمها: ثوابت نظرية ومتغيرات سياقية، مؤلف جماعي بالاشتراك مع حنان المقدم، بنعيسى زغبوش [وآخرون]، جامعة الكوفة، الكوفة.
- 2021: في اللسانيات التعليمية: دراسات ميدانية في تعليم اللغة العربية وتعلمها، بالاشتراك مع آلاء يوسف الكحلوت، سلوى رشدي عزام، [وآخرون]: دار كنوز المعرفة، عمّان، الأردن، 123 ص.
- 2015: المعجم الذهني واللغة العربية، بالاشتراك مع بنعيسى زغبوش، وإسماعيل علوي، منشورات مختبر العلوم المعرفية، سلسلة كتب (6)، جامعة سيدي محمد بن عبد الله، كلية الآداب والعلوم الإنسانية ظهر المهراز، فاس، المغرب.
- 2015: اللغة والمعرفية: بعض مظاهر التفاعل المعرفي بين اللسانيات وعلم النفس، بالاشتراك مع بنعيسى زغبوش، منشورات مختبر العلوم المعرفية، عالم الكتب الحديث، إربد، الأردن.
- 2015: اللسانيات والمعرفية والتربية بين الأوليات والأولويات، منشورات مختبر العلوم المعرفية، سلسلة كتب (5)، جامعة سيدي محمد بن عبد الله، كلية الآداب والعلوم الإنسانية ظهر المهراز، فاس، المغرب، 139 ص.
- 2015: التربية المعرفية والاستراتيجيات التعليمية: من رصد كفايات التعلم المعرفي إلى أجرأتها ديداكتيكيا، مؤلف جماعي، منشورات التضامن الجامعي، الدار البيضاء، المغرب.
- 2012: الصواتة المعرفية والمسارات الذهنية للإنجاز اللغوي، بالاشتراك مع مبارك حنون، سلسلة ملفات معرفية، سلسلة الأبحاث الحديثة، عالم الكتب الحديث، إربد، الأردن.
- 2011: التواصل وأبعاده اللسانية والسيكولوجية والتربوية والتقنية، بالاشتراك مع بنعيسى زغبوش، منشورات مختبر العلوم المعرفية، سلسلة كتب (1)، جامعة سيدي محمد بن عبد الله، كلية الآداب والعلوم الإنسانية ظهر المهراز، فاس، المغرب.
- 2010: الفونولوجيا التوليدية المتعددة الأبعاد: المماثلة والتناغم في اللغة العربية، عالم الكتب الحديث، إربد، الأردن.
- 2010: في الصوتيات العربية والغربية: أبعاد التصنيف الفونيتيقي ونماذج التنظير الفونولوجي، عالم الكتب الحديث، إربد، الأردن.
- 2003: الفونولوجيات الحاسوبية والمسارات المعرفية للإنجاز الكلامي، سلسلة ملفات معرفية، سلسلة الأبحاث الحديثة، مطبعة أبي – ABI، فاس، 142 ص.

### الشعر
- 2020: بنية الفضح .. بين عتبات الكتم واللمح، جروس برس ناشرون، طرابلس، لبنان، 109 ص.[4]
- 2006: برزخ الروح، منشورات وزارة الثقافة، الرباط، المغرب.

## روابط خارجية
- مصطفى بوعناني على موقع أرشيف الشارخ.